# Blackmagic Fusion
Blackmagic Fusion (ブラックマジック・フュージョン、以前はeyeon Fusion、一時はAlias-Wavefront用に制作されたバージョンであるMaya Fusion) 元々はeyeon Softwareによって、現在はブラックマジックデザインが開発しているポストプロダクション用画像合成ソフトウェアである。一般的に映画、テレビシリーズ、コマーシャルのビジュアルエフェクトやデジタル合成の作成に使用され、複雑なプロセスを、それぞれがぼかしや色調補正といった単純なプロセスを表す多数のノードのフローチャートもしくは回路図を接続することで構築されるノードベースのインターフェイスを採用している。この種のインターフェースは、以前の画像処理工程のパラメータを 「状況に合わせて」（最終的な合成結果を見ながら）変更できる等、非常に柔軟性がある。
ブラックマジックデザインによる買収後は、フリーウェアのFusionと、有料のFusion Studioの2つのバージョンでリリースされている。
Linux、Microsoft Windows、そしてバージョン8のリリースに伴い、MacOSでも利用できるようになった。

## 歴史
Fusionは1987年、オーストラリアのシドニーを拠点とするポストプロダクション＆ビジュアルエフェクトブティック、New York Production & Design (NYPD)の社内用ソフトウェアとして開発された。最初のバージョンはDOSで書かれ、既存のバッチファイルやユーティリティの出力を素早く連結するためのUIフレームワークにすぎなかった。eyeon Software社はフュージョンの商品化のために新たに設立され、ソフトウェアに関するすべての業務はカナダのオンタリオ州トロントに移された。
2014年、ブラックマジックデザインがeyeon Software Inc.を買収し、現在Fusionの開発元となっている。
2018年にリリースされた、同じくブラックマジックデザイン開発のDaVinci Resolve バージョン15では、ソフトウェア内にFusionの統合バージョンが追加された。

## バージョン履歴
| 公式名称           | バージョン                 | リリース                        | 特記事項や主な機能 |
| ------------------ | -------------------------- | ------------------------------- | --- |
| Digital Fusion 1.0 | 1.0                        | 1996年11月                      | Windows版の最初のパブリックリリース（DOS用の旧バージョンは市販されていない） |
| Digital Fusion 1.1 | 1.1                        | 1997年3月                       | ハードウェアによる直接再生/プレビューの対応 |
| Digital Fusion 2.0 | 2.0                        | 1997年11月                      | タイムライン、16ビット整数色処理、SCSIテープI/Oを追加 |
| Digital Fusion 2.1 | 2.1                        | 1998年4月                       | レンダーキュー／バッチレンダリングの追加 |
| Digital Fusion 2.5 | 2.5                        | 1998年12月～2000年              | ネットワークレンダリング、ディープピクセル処理、AEプラグイン対応 |
| Digital Fusion 3.0 | 3.0                        | 2000年10月～2001年              | UIの刷新、ペイント機能、高度なテキストツールを追加。 |
| Digital Fusion 3.1 | 3.1                        | 2002年1月                       | 3Dパーティクルシステム(2.5D UI)導入、カラーコレクター追加。 |
| Digital Fusion 4.0 | 4.0                        | 2002年10月～2004年              | eyeonscript（Luaベースのスクリプト言語）、floatおよびHDRIカラー処理、連結トランスフォーム、ネストされたフローグループ、マクロツール、新しい暗色UI、OpenEXR、OpenFXプラグイン。 |
| Fusion 5.0         | 5.0                        | 2005年8月                       | 3D合成環境、ASCII保存ファイル、16bitフロート処理、ストレートノード接続。 |
| Fusion 5.1         | 5.1                        | 2006年12月                      | コンソールスレーブ、エルボーノード接続、マルチストロークペイント。 |
| Fusion 5.2         | 5.2                        | 2007年7月                       | 3Dルックアップテーブル、fuse（ジャストインタイムスクリプトツール）、外部pythonスクリプティング、FBXジオメトリの読込 |
| Fusion 5.3         | 5.3                        | 2008年4月                       | 64ビットソフトウェア化 |
| Fusion 6.0         | 6.0                        | 2009年6月 (プレビューリリース） | 3Dマテリアルシェーダー、関心領域（RoI)/定義領域（DoD）、立体視表示 |
| Fusion 6.1         | 6.1                        | 2010年7月                       | GPUスーパーコンピューティングフレームワーク |
| Fusion 6.2         | 6.2                        | 2011年6月                       | ワールドポジションパスツール／QuickTime 64bit対応／Linux 64bit対応／SVG読込 |
| Fusion 6.3         | 6.3                        | 2011年11月                      | カラーツールの追加 / Primatteの新バージョン - 5 / 「AJA Video Systems KONA 3G」の直接サポート（AJAのプラグインとして既に存在） |
| Fusion 6.4         | 6.4                        | 2012年7月                       | Windows 8対応、AVIDへの接続、新しいカメラフォーマット、高度な3Dおよびジオメトリパーティクル、LPegスクリプト、PFTrackレンズディストーション、DirectXビュースパニング |
| Fusion 7.0         | 7.0                        | 2014年6月                       | アニメーションインジケータ、ドラッグ＆ドロップレイアウト、ユーザーインターフェーステンプレート、学習環境、マルチプロジェクト/ドキュメント、連結ノード位置と予測、テンプレート、ネイティブカメラサポート、スクリーン空間環境遮蔽（SSAO）、3Dカスタム頂点、Alembic（ABC）読込、最新FBXライブラリ、法線置換3D、3Dインタラクティブスプライン、3Dリボン、UVレンダーとスーパーサンプリング、3Dテキストベベルシェーパー、ディメンション（オプティカルフローと立体視ツール）、ジャストインタイムコンパイル、スクリプト開発インターフェース、リニアライトカラー/Open Color IO、ロトオニオンスキニング |
| Fusion 7.5         | 7.5                        | 2014年11月                      | ロゴデザイン変更、UIの若干の変更、ステレオスコピック3D、ネットワークレンダリング、サードパーティプラグインのサポートを欠いた無料版の追加。 |
| Fusion 8.0         | 8.0                        | 2016年4月                       | MacOS版、より暗い背景色を含むUIの再設計、新しいマルチユーザーライセンス |
| Fusion 9.0         | 9.0                        | 2017年8月                       | VRツール、カメラトラッキング、平面トラッキング、デルタキーヤーとクリーンプレート、平面ロトスコープ、スタジオプレーヤー、新しいフォーマット（全プラットフォームでProRes出力をサポート）、GPUアクセラレーション、40以上の強力な新機能。 |
| Fusionページ       | DaVinci Resolve 15への統合 | 2018年8月                       | DaVinci Resolve 15をベースにしたUI、Resolve FX対応 |
| Fusion 16          | 16.0                       | 2019年4月                       | DaVinci Resolve 15をベースにしたUI刷新（伴い一部機能削除）、DaVinci Resolve Studioドングルでのライセンス認証対応、Blackmagic RAW読込 |
| Fusion 17          | 17.0                       | 2020年11月                      | Anim Curvesモディファイア、モーショングラフィックス用のGPUアクセラレーションによる2Dシェイプツール導入、Flowパネル上のブックマーク機能追加 |
| Fusion 18          | 18.0                       | 2022年7月                       | UIの多言語翻訳と分数UIスケーリング対応、カスタムポリモディファイア、新しいブレンドモード、ペイントツールと複製ツールの更新、Python 3対応、カラーピッカー使用時のリアルタイムプレビュー導入 |
| Fusion 18.5        | 18.5                       | April 2023                      | Universal Scene Description（USD）ファイル読込、USDアセット管理用のUSDツールセットの導入、Stormを含むUSD Hydraベースのレンダラー導入、マルチマージノード追加、ネイティブAIベースの深度マップツール |
| Fusion 18.6        | 18.6                       | 2023年9月                       | 一部Resolve FX対応（カラートランスフォーム、ACESトランスフォーム、色域マッピングと色域リミッター、リライト、色収差の除去、色順応）、複数のUSDツール強化、MaterialXマテリアルとOpenVDB読込、2Dシェイプツールへのポリゴン形状追加と3D形状への押し出しと面取り対応 |
| Fusion 19          | 19.0                       | 2024年8月                       | 一部Resolve FX対応（サーフェストラッカー、オブジェクト除去）、マルチポリノード追加、2Dシェイプツールへのテキスト追加、トラッカーでポイントをトラッキングするIntelliTrack AIオプション、Open Color IO 2.3対応 |

## 使用された作品
Fusionは2024年現在、映画をはじめ、テレビ番組、CM、ビデオゲームまで、1000本以上の映像作品で使用されている。
| 製作年 | 媒体   | 作品名 |
| ------ | ------ | --- |
| 1996   | 映画   | インデペンデンス・デイ |
| 1997   | 映画   | タイタニック |
| 1999   | 映画   | スター・ウォーズ エピソード1/ファントム・メナス |
| 2001   | 映画   | ブラックホーク・ダウン |
| 2002   | 映画   | ギャング・オブ・ニューヨーク マイノリティ・リポート パニック・ルーム スパイキッズ2 失われた夢の島 |
| 2003   | 映画   | ゴシカ Grimm マスター・アンド・コマンダー ラスト サムライ リーグ・オブ・レジェンド/時空を超えた戦い マトリックス リローデッド マトリックス レボリューションズ X-MEN2 |
|        | テレビ | GALACTICA/ギャラクティカ NCIS |
| 2004   | 映画   | ブレイド3 アイ,ロボット バイオハザードⅡ アポカリプス スカイキャプテン ワールド・オブ・トゥモロー アビエイター デイ・アフター・トゥモロー ターミナル |
|        | テレビ | LOST |
| 2005   | 映画   | バットマン ビギンズ ザスーラ キング・コング Mr.&Mrs. スミス オリバー・ツイスト シン・シティ |
| 2006   | 映画   | 300 〈スリーハンドレッド〉 ファイナル・デッドコースター ハッピー フィート ナイト ミュージアム ポセイドン パイレーツ・オブ・カリビアン/デッドマンズ・チェスト スネーク・フライト スーパーマン リターンズ ダ・ヴィンチ・コード 幻影師アイゼンハイム アンダーワールド: エボリューション |
| 2007   | 映画   | ファンタスティック・フォー:銀河の危機 ゴーストライダー ハリー・ポッターと不死鳥の騎士団 ライラの冒険 黄金の羅針盤 スパイダーマン3 |
| 2008   | 映画   | ゲット スマート ハンコック ヘルボーイ/ゴールデン・アーミー アイアンマン センター・オブ・ジ・アース ベンジャミン・バトン 数奇な人生 地球が静止する日 ドラゴン・キングダム トロピック・サンダー/史上最低の作戦 トワイライト〜初恋〜                                                    |
|        | テレビ | ブレイキング・バッド |
| 2009   | 映画   | 2012 9 〜9番目の奇妙な人形〜 アバター DRAGONBALL EVOLUTION G.I.ジョー スパイアニマル・Gフォース ターミネーター4 Dr.パルナサスの鏡 ウォッチメン ウルヴァリン:X-MEN ZERO |
| 2010   | 映画   | アリス・イン・ワンダーランド BUNRAKU タイタンの戦い ガリバー旅行記 レギオン プリンス・オブ・ペルシャ/時間の砂 ソウ ザ・ファイナル 3D スプライス ナルニア国物語/第3章: アスラン王と魔法の島 ソーシャル・ネットワーク エクリプス/トワイライト・サーガ                                  |
|        | テレビ | アドベンチャー・タイム ダウントン・アビー |
| 2011   | 映画   | もうひとりのシェイクスピア イルカと少年 ノミオとジュリエット グリーン・ランタン ヒューゴの不思議な発明 インモータルズ -神々の戦い- ソウル・サーファー エンジェル ウォーズ メカニック マイティ・ソー アンノウン                                                                       |
|        | テレビ | アメリカン・ホラー・ストーリー ゲーム・オブ・スローンズ Hell on Wheels Teen Wolf |
| 2012   | 映画   | センター・オブ・ジ・アース2 神秘の島 プロメテウス 007 スカイフォール エクスペンダブルズ2 アンダーワールド 覚醒 |
|        | テレビ | ナッシュビル スキャンダル 託された秘密 |
| 2013   | 映画   | ゼロ・グラビティ ハンガー・ゲーム2 ホワイトハウス・ダウン |
|        | テレビ | オーファン・ブラック 暴走遺伝子 |
| 2014   | 映画   | キャプテン・アメリカ/ウィンター・ソルジャー オール・ユー・ニード・イズ・キル ガーディアンズ・オブ・ギャラクシー ヘラクレス キングスマン マレフィセント ノア 約束の舟 アメイジング・スパイダーマン2 ハンガー・ゲーム FINAL: レジスタンス                                              |
|        | テレビ | From Dusk till Dawn: The Series 殺人を無罪にする方法 NCIS: ニューオーリンズ |
| 2015   | 映画   | アベンジャーズ/エイジ・オブ・ウルトロン ベアリー・リーサル SPY/スパイ ハンガー・ゲーム FINAL: レボリューション オデッセイ ウィッチ バクマン。 |
|        | テレビ | Empire 成功の代償 The Librarians |
|        | ゲーム | Halo 5: Guardians |
| 2016   | 映画   | ドクター・ストレンジ エンド・オブ・キングダム |
|        | ゲーム | Destiny 鉄の章 ファンタシースターオンライン2 5thオープニング |
| 2017   | テレビ | The Halcyon |
|        | ゲーム | Warhammer 40,000: Dawn of War III |
| 2018   | 映画   | RBG 最強の85才 |
|        | テレビ | レギオン |
| 2020   | 映画   | Looks That Kill |
|        | ゲーム | 9 Monkeys of Shaolin |
|        | XR     | Everest VR: Journey to the Top of the World |
| 2021   | 映画   | Catch the Fair One スパイラル：ソウ オールリセット Werewolves Within 再生の地 The Blazing World Mayday |
|        | テレビ | マーダーズ・イン・ビルディング Y: The Last Man 青い羽みつけた！ |
|        | XR     | 4 Feet High |
| 2022   | 映画   | UFO Sweden SpaceX Final Transmission |
|        | XR     | Alex Honnold: The Soloist VR |
| 2023   | 映画   | ダム・マネー ウォール街を狙え! 57 Seconds |
| 2024   | 映画   | Winner |

## 出展
1. ↑  Cade, DL (2018年4月9日). “Blackmagic releases DaVinci Resolve 15 with all-new VFX and motion graphics module”. Digital Photography Review 2018年9月10日閲覧。
2. ↑  Dent, Steve (2018年8月22日). “DaVinci Resolve 15 is a free, Hollywood-grade video editor”. Engadget 2018年9月10日閲覧。
3. ↑  Govoni (2019年2月25日). “Blackmagic Design Congratulates 2019 Oscar Nominated Films”. Broadcasting & Cable. 2019年2月27日閲覧。
4. ↑  “Eyeon Fusion”. Eyeon Fusion ~ Visual FX - >VFX tutorials,after effects tutorials,Autodesk Combustion tutorials,VFX training videos,VFX Video tutorials (2011年6月8日). 2019年2月23日閲覧。
5. ↑  “Why You Should Care About Blackmagic's Acquisition of Eyeon Fusion”. The Beat: A Blog by PremiumBeat (2014年10月2日). 2019年2月23日閲覧。
6. ↑  “New Magic - News”. www.newmagic.com.au. 2019年2月21日閲覧。
7. ↑  “New Magic - News”. www.newmagic.com.au. 2019年2月21日閲覧。
8. ↑  Alen (2014年11月12日). “Fusion VFX software from Blackmagic Free” (クロアチア語). sanitarac.com. 2019年2月21日閲覧。
9. ↑  “New Magic - News”. www.newmagic.com.au. 2019年2月21日閲覧。
10. ↑  “Blackmagic Debuts Fusion 9”. Streaming Media Producer (2017年8月14日). 2019年2月21日閲覧。
11. ↑  “Video Compositing & VFX | Medianetic - Digital Media Solutions”. 2019年2月21日閲覧。
12. ↑  “BLACKMAGIC DESIGN: HUNGER GAMES SCORES BIG WITH FUSION STUDIO”. MelroseINC (2015年10月15日). 2019年2月21日閲覧。
13. ↑  “Editor Alan Bell Cuts 'The Hunger Games' Final Chapter”. digitalmediaworld.tv. 2019年2月21日閲覧。
14. ↑  “Blackmagic's Fusion 8 Updated by Brian Hallett”. ProVideo Coalition (2016年4月2日). 2019年2月21日閲覧。
15. ↑  “How They Did It: Levitating a Creepy Coven in The Witch”. Studio Daily (2016年4月5日). 2019年2月21日閲覧。
16. ↑  “Kingsman: The Secret Service - VFX Dossier”. Cinefex Blog (2015年3月31日). 2019年2月21日時点のオリジナルよりアーカイブ。2019年2月21日閲覧。
17. ↑  “The Making of The Martian”. Jonny Elwyn - Film Editor (2015年10月25日). 2019年2月21日閲覧。
18. ↑  “The Long List Of Summer Blockbusters Using Blackmagic Design Products”. INDIE Shooter (2015年6月29日). 2021年6月14日時点のオリジナルよりアーカイブ。2019年2月21日閲覧。
19. ↑  “Summer Blockbusters use Blackmagic by Jose Antunes”. ProVideo Coalition (2015年7月2日). 2019年2月21日閲覧。
20. ↑  “"London Has Fallen" Destroyed London With Blackmagic's Help by Brian Hallett”. ProVideo Coalition (2016年3月16日). 2019年2月21日閲覧。
21. ↑  “Current Productions”.   Eyeon. 2012年8月3日閲覧。
22. ↑  “Productions”.   Eyeon. 2013年8月12日閲覧。
23. ↑  “Ten reasons why you need Fusion”.   Eyeon (2012年9月15日). 2021年12月15日時点のオリジナルよりアーカイブ。 Template:Cite webの呼び出しエラー：引数 accessdate は必須です。
24. ↑  Altman (2016年7月18日). “Axis works with Bungie, Activision for 'Destiny: Rise of Iron' trailer”. Randi Altman's postPerspective. 2019年2月21日閲覧。
25. ↑  “"Halo 5: Guardians" Game Cinematic created by Axis Animation with Fusion Studio | ProductionHUB”. ProductionHUB.com. 2019年2月21日閲覧。
26. ↑  “Axis Animation Transforms 'Dawn of War III' Cinematic with Fusion Studio”. www.digitalmediaworld.tv. 2019年2月21日閲覧。